# Boophis praedictus
Boophis praedictus is een kikker uit de familie gouden kikkers (Mantellidae). De soort werd voor het eerst wetenschappelijk beschreven door Frank Glaw, Jörn Köhler, Ignacio De la Riva, David Vieites en Miguel Vences in 2010. De soort behoort tot het geslacht Boophis.

## Leefgebied
De kikker is endemisch in Madagaskar. De soort komt voor in de subtropische bossen van Madagaskar en is gevonden op een hoogte van 581 meter. De soort komt ook voor in nationaal park Masoala.